# Friedel Dries
Friedel Dries (* 24. Dezember 1928 in Eibingen; † 1991) war ein deutscher Sachbuchautor.
Dries verfasste mehrere Standardwerke der Fachliteratur im Bereich Ausbildung im Hotel und der Gastronomie. Seit 1965 verfasste er ca. 50 Bücher, welche überwiegend im Fachbuchverlag Pfanneberg erschienen. Dabei handelt es sich um Lehrbücher der Berufsausbildung sowie Zusammenstellungen von Prüfungsaufgaben für die jeweiligen Berufsabschlüsse.

## Schriften
- Unser Rechenbuch. Fachrechnen für den gastgewerblich Nachwuchs, Gießen 1965
- Grundzüge der Speisen- und Menükunde, Gießen 1972
- Prüfungsaufgaben für Köche, Gießen 1975; 8. Auflage, Pfanneberg, Giessen / Leipzig 1996, ISBN 3-8057-0374-0.
- Grundfachkunde für das Gastgewerbe, Gießen 1984
- MenüProfi. Fachlich richtiges Zusammenstellen von Menüs, Gießen 2003

| Personendaten    | Personendaten           |
| ---------------- | ----------------------- |
| NAME             | Dries, Friedel          |
| KURZBESCHREIBUNG | deutscher Sachbuchautor |
| GEBURTSDATUM     | 24. Dezember 1928       |
| GEBURTSORT       | Eibingen                |
| STERBEDATUM      | 1991                    |